# Graauw
Graauw (51° 20′ N, 4° 06′ L) é uma cidade dos Países Baixos, na província de Zelândia. Graauw pertence ao município de Hulst, e está situada a 22 km southwest of Bergen op Zoom.
Em 2001, a cidade de Graauw tinha 513 habitantes. A área urbana da cidade é de 0.16 km², e tem 252 residências.
A área de Graauw, que também inclui as partes periféricas da cidade, bem como a zona rural circundante, tem uma população estimada em 820 habitantes.